# Tarújfalu
Tarújfalu (ukránul: Новоселиця) település Ukrajnában, Kárpátalján, a Huszti járásban.

## Fekvése
Ökörmezőtől északra, Tarfalu és Pereszlő közt fekvő település.

## Nevének jelentése
A település régi Holyatin nevének magyar jelentése Pesty Frigyes szerint kopár, tar. 
A név előtt szereplő Új jelző a falu újabb telepítésére utal.
Mai Tarújfalu nevét valószínűleg az 1904-es helységnévrendezéskor kapta.

## Története
Tarújfalu (Uj-Holyatin) nevét 1599-ben Felseo Holyatyn néven említette először oklevél, majd 1715-ben Ujholyatin néven írták.
Új-Holyatin és a másik hasonló nevű falu (Ó-Holyatin) is kenézi telepítés volt, melyet a 16. század második felében, vagy a 17. század elején a Bilkei és a Dolhai családok telepítettek. A 17. század első felében földesurai a Bilkeiek, Dolhaiak és az Ilosvaiak voltak.
1910-ben 1064 lakosa volt, melyből 9 magyar, 156 német 898 ruszin volt. Ebből 906 görögkatolikus, 157 izraelita volt. A trianoni békeszerződés előtt Máramaros vármegye Ökörmezői járásához tartozott.

## Nevezetességek
- Görögkatolikus templomát - Mihály arkangyal tiszteletére szentelték fel. Anyakönyvet 1760-tól vezettek.